# Konungarnas tillbedjan
Konungarnas tillbedjan kallas inom konsten ett motiv föreställande de Tre vise männen som visar sin vördnad för det nyfödda Jesusbarnet. Inom den kristna konsten är motivet ofta förekommande och har avbildats av många kända konstnärer. 

## Målningar
- Konungarnas tillbedjan av Hieronymus Bosch
- Konungarnas tillbedjan av Sandro Botticelli (han utförde åtminstone sex versioner av motivet)
- Konungarnas tillbedjan av Pieter Bruegel den äldre
- Konungarnas tillbedjan av Edward Burne-Jones
- Konungarnas tillbedjan av Albrecht Dürer
- Konungarnas tillbedjan av Gentile da Fabriano
- Konungarnas tillbedjan av Giotto di Bondone
- Konungarnas tillbedjan av Leonardo da Vinci
- Konungarnas tillbedjan av Filippo Lippi och Fra Angelico
- Konungarnas tillbedjan av Andrea Mantegna
- Konungarnas tillbedjan av Peter Paul Rubens (kan avse åtminstone tio olika versioner)
- Konungarnas tillbedjan av Diego Velázquez
- Konungarnas tillbedjan av Rogier van der Weyden

## Övrigt
- Konungarnas tillbedjan, en roman från 2012 av Lotta Lotass